# Sistema de referências privilegiado
Em física teórica, um sistema de referência(s) privilegiado ou preferido, ou sistema referencial privilegiado é geralmente um quadro (sistema) especial de referência hipotético no qual as leis da física pode parecer identificavelmente diferentes (mais simples) daquelas em outros quadros.
Nas teorias que se aplicam o princípio da relatividade de movimento inercial, a física é a mesma em todos os referenciais inerciais, e é ainda o mesmo em todos os quadros sob o princípio da relatividade geral.